# Movimiento Verde de Israel
El Movimiento Verde de Israel (en hebreo: הַתְּנוּעָה הַיְרוּקָה) (transliterado: Hatnua Hayeruka) es un movimiento social y un partido político de  Israel.

## Historia

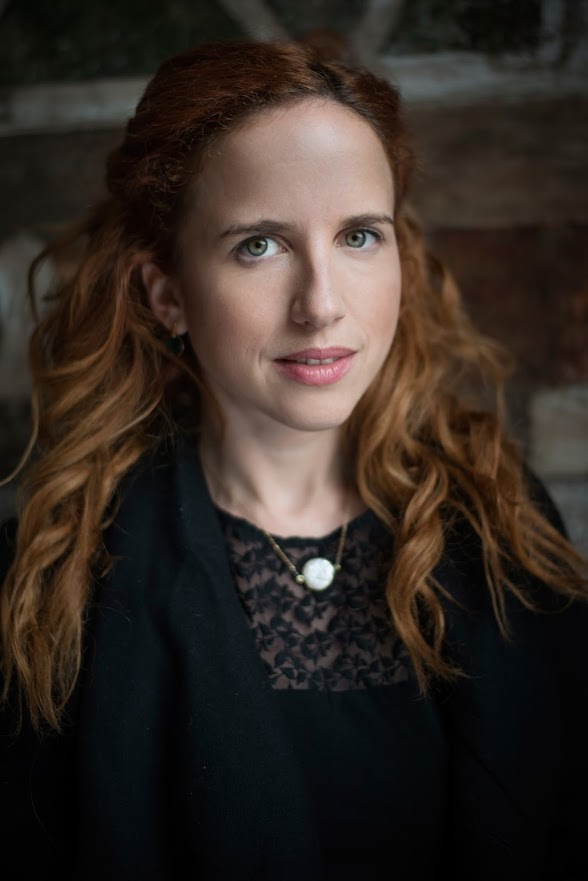
La diputada Stav Shaffir, es la líder del Movimiento Verde.

El Movimiento Verde fue establecido en el verano de 2008 por varios activistas verdes, y fue dirigido por Eran Ben-Yemini y Alón Tal, el movimiento fue creado como un partido político.
El partido se presentó en una lista conjunta con Meimad, un partido sionista religioso moderado, a las Elecciones parlamentarias de Israel de 2009. El líder de Meimad, Michael Melchior, encabezó la lista electoral conjunta, mientras que Ben Yemini y Tal quedaron en segundo y en tercer lugar respectivamente. 
Además del medio ambiente, la plataforma electoral abordó temas como la educación, la socialdemocracia, el pluralismo religioso y la convivencia. La campaña electoral restó importancia a los temas religiosos, y enfatizó las cuestiones medioambientales. La alianza no obtuvo ningún escaño en la Knéset, y no logró alcanzar el porcentaje mínimo electoral, aunque recibió más votos en las elecciones que cualquier otro partido extra-parlamentario.
El partido se presentó en las Elecciones parlamentarias de Israel de 2013, junto al partido de Tzipi Livni, Hatnuah. El líder del partido, Alón Tal, recibió el lugar número 13 dentro de la lista electoral. Sin embargo, Hatnuah solo obtuvo seis escaños. Después de las elecciones, se eligió un nuevo líder, Yael Cohen Paran reemplazó a Tal como presidente del partido.
El movimiento se presentó en las Elecciones parlamentarias de Israel de 2015 en una lista conjunta con la Unión Sionista, Hatnuah y el Partido Laborista Israelí. Tzipi Livni eligió al copresidente del Movimiento Verde, Yael Cohen Paran, y lo colocó en el puesto 25 de la lista (que previamente estaba reservado para los miembros de Hatnuah). Paran no resultó elegido en las elecciones, pero entró en la Knéset después de la renuncia de otro miembro de su lista electoral, en noviembre de 2015.
Dentro de la Knéset, el objetivo principal del Movimiento Verde es erradicar la contaminación tóxica existente en la Bahía de Haifa, y evitar los efectos nocivos en los vecindarios cercanos. Otro tema preocupante es la contaminación del aire. El diputado Paran encabezó una comisión parlamentaria sobre la energía renovable, y fue el pionero en un estudio para convertir a Israel en un estado libre de emisiones de carbono, también introdujo una ley en la Knéset para solicitar la instalación de sistemas de energía solar en los edificios elevados.
En las Elecciones parlamentarias de Israel de septiembre de 2019, el partido liderado por la exdiputada laborista Stav Shaffir, se unió a la coalición electoral Unión Democrática, y recibió el segundo y el octavo puesto de la lista electoral conjunta respectivamente.

## Principios del partido
Los principios fundacionales del Movimiento Verde son los siguientes:
- El gobierno debe tomar medidas para mejorar la vida, la salud, el bienestar, la educación y la prosperidad de todos los ciudadanos israelíes.
- El gobierno debe promover el bienestar, la felicidad, y la prosperidad de la humanidad.
- Las personas deben vivir en un entorno saludable y sostenible.
- El gobierno debe impulsar políticas respetuosas con el medio ambiente.
- El gobierno debe apoyar la existencia de una sociedad pluralista, y respetar a todos los seres humanos, independientemente de su religión, raza, género y orientación sexual.
- El gobierno debe proteger los derechos de los animales y las personas.
- El gobierno debe tomar medidas para lograr un cambio real en beneficio de toda la población e implementar una sociedad verde.